# Cofradía, Puebla
Cofradía är en ort i Mexiko.   Den ligger i kommunen Chietla och delstaten Puebla, i den sydöstra delen av landet, 120 km sydost om huvudstaden Mexico City. Cofradía ligger 1 130 meter över havet och antalet invånare är 152.
Terrängen runt Cofradía är kuperad söderut, men norrut är den platt. Runt Cofradía är det ganska glesbefolkat, med 28 invånare per kvadratkilometer. Närmaste större samhälle är Izúcar de Matamoros, 17,4 km nordost om Cofradía. I omgivningarna runt Cofradía växer huvudsakligen savannskog.